# 86
Het jaar 86 is het 86e jaar in de 1e eeuw volgens de christelijke jaartelling.

## Gebeurtenissen

### Italië
- Keizer Domitianus organiseert in Rome de Capitool Spelen, de festiviteiten duren zestien dagen en herdenken het Beleg van de Capitolinus door de Galliërs.
- De 10-jarige Publius Aelius Hadrianus wordt geadopteerd in het kinderloze gezin van zijn achteroom, Marcus Ulpius Trajanus. Hij krijgt scholing in Rome en toont bewondering voor de Griekse cultuur.

## Geboren
- 19 september - Antoninus Pius, keizer van het Romeinse Keizerrijk (overleden 161)